# Seznam britanskih šahistov
Seznam britanskih šahistov.

## A
- Gerald Abrahams
- Michael Adams
- James Macrae Aitken
- Conel Hugh O'Donel Alexander
- Henry Atkins

## B
- Andrew Baines
- Leonard Barden
- Thomas Wilson Barnes
- Jana Bellin
- Henry Bird
- Joseph Henry Blackburne
- Samuel Boden
- Henry Thomas Buckle
- Amos Burn

## C
- Horatio Caro
- Murray Chandler
- John Cochrane
- Aleister Crowley

## D
- Cecil Valentine De Vere

## G
- Harry Golombek
- David S. Goodman
- Stephen Gordon
- Richard Griffith
- Isidor Gunsberg

## H
- William Hartston
- Bernhard Horwitz

## K
- Raymond Keene
- Ernest Klein

## L
- David Levy
- John Littlewood

## M
- Vera Menchik
- Tony Miles
- Augustus Mongredien

## N
- John Nunn

## O
- John Owen

## S
- Nigel Short
- Phillip Stamma
- Howard Staunton
- Michael Stean

## T
- Theodore Tylor

## W
- Simon Webb
- William Winter
- Charles Wreford Brown
- Marmaduke Wyvill

## Y
- Frederick Yates

}